# شاندرا موهان
شاندرا موهان هو ممثل هندي (وحمل سابقاً جنسية الراج البريطاني)، ولد في 23 مايو 1945 في الهند. من الجوائز التي نالها جائزة فيلم فير جنوب وجوائز ناندي ‏.

## جوائز
- جائزة فيلم فير جنوب
- جوائز ناندي [الإنجليزية]‏

## وصلات خارجية
- شاندرا موهان على موقع IMDb (الإنجليزية)
- شاندرا موهان على موقع قاعدة بيانات الفيلم (الإنجليزية)